# Tuffahiyeh
Tuffahiyeh (tiếng Ả Rập: تفاحية) là một ngôi làng Syria nằm ở Bidama Nahiyah thuộc huyện Jisr al-Shughur, Idlib. Theo Cục Thống kê Trung ương Syria (CBS), Tuffahiyeh có dân số 284 trong cuộc điều tra dân số năm 2004.